# Florian Heyerick

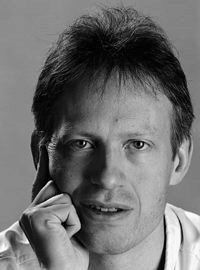
Florian Heyerick in 2006

Florian Heyerick (Gent, 31 augustus 1958) is een Belgisch muzikant. Hij is onder meer actief als instrumentalist, opnameleider, begeleider, coach, docent en dirigent.

## Biografie
Heyerick volgde zijn muzikale opleiding in Gent, Brussel en Leuven en behaalde daar Eerste Prijzen voor blokfluit, dwarsfluit en kamermuziek. Tevens behaalde hij aan de Universiteit Gent het licentiaatsdiploma voor musicologie. Zijn broer Simon Heyerick is een barokviolist.
Van 1986 tot 1990 was hij docent kamermuziek zang en oude instrumenten aan het Koninklijk Conservatorium van Antwerpen. Sinds 1990 is hij achtereenvolgens als docent koor- en koordirectie, interpretatie oude muziek, operageschiedenis, orkestproducties, muzieksociologie en analyse verbonden aan de Hogeschool Gent, departement Muziek. Hij is daar als doctoraal onderzoeker en coördinator academisering bedrijvig. 
Hij was oprichter en artistiek verantwoordelijke van het cd-label Vox Temporis, dat meer dan 50 opnamen voorstelde.
Daarnaast verricht hij muziekwetenschappelijk werk in de vorm van artikels en lezingen over oude muziek. 
In 1989 werd Heyerick artistiek leider van het door hem gestichte Vocaal Ensemble Ex Tempore. Daarnaast is of was hij gastdirigent bij koren en (barok)orkesten zoals:
- het Collegium Instrumentale Brugense
- het barokorkest Le Mercure Galant
- het Vlaams Radio Koor
- de Filharmonie te Antwerpen
- Musica Antiqua Köln
- Les Agrémens
- Concerto d'Amsterdam
- de Komische Oper te Berlijn
- Nederlandse Bachvereniging
- Het Gelders Orkest (Arnhem)
- Holland Symfonia (Amsterdam)
- het Kurpfälzisches Kammerorchester Mannheim

Van dit laatste ensemble was Heyerick van 2002 tot 2004 de vaste dirigent. 
Hij realiseerde als instrumentalist en dirigent cd-opnamen samen met Ex Tempore in werk van Georg Philipp Telemann, Georg Friedrich Händel, Claudio Monteverdi, Heinrich von Herzogenberg, Johann Gottlieb Goldberg en Johann Ludwig Bach; met het Nederlands Balletorkest in de productie Toverfluit van Wolfgang Amadeus Mozart; met het Kurpfälzische Kammerorchester Mannheim in werk van Mozart en anderen; als instrumentalist in werk voor twee klavecimbels en in cantates van Giovanni Battista Bononcini en Telemann.
In 1997 was Florian Heyerick 'festivalster' van het Festival van Vlaanderen, in 2000 ontving hij de cultuurprijs van de Stad Gent en sinds 2006 is hij Cultureel Ambassadeur van zijn verblijfplaats Merelbeke. In 2010 ontving hij de Prijs Eric Suy voor zijn project rond Christoph Graupner in samenwerking met het Muziekcentrum De Bijloke.
Anno 2006 is Heyerick samen met de Engelse violist John Holloway, dirigent en oprichter van het barokorkest Academia Palatina in Mannheim, tegenwoordig de Mannheimer Hofkapelle. Als dirigent is hij onder meer werkzaam voor orkest, opera (Operastudio Gent, Komische Oper Berlin etc.), koor (World Youth Choir) en bij verschillende andere gelegenheden. Ook als solist op blokfluit en klavecimbel treedt hij meerdere malen op.
Zijn aandacht voor de vernieuwing van het vocale en instrumentale repertoire draagt Heyerick uit via lezingen, voordrachten, workshops, ateliers en concertprogramma's, zoals bijvoorbeeld het Kantata!-project.
Florian Heyerick werkte in 2010 aan een doctoraat over de Duitse productieve barokcomponist Christoph Graupner wiens werk (onder meer 1442 cantates) in tegenstelling tot dat van Johann Sebastian Bach volledig bewaard is gebleven. Hij trachtte ook een verklaring te vinden voor Graupners voorkeur voor weinig gebruikte muziekinstrumenten.